# Preformateur
Een preformateur is een politieke titel die aan iemand wordt gegeven die in opdracht van de koning de taak van de informateur dient voort te zetten, ter voorbereiding van de regeringsformatie die gedaan moet worden door de formateur.

## België
Anno 2020 zijn er drie personen geweest die de titel preformateur hebben gedragen.

### Regeringsformatie 2010-2011
Elio Di Rupo werd belast met een preformatieopdracht op 8 juli 2010, hij moest het werk voortzetten van informateur Bart De Wever. De reden waarom er niet meteen een formateur werd aangesteld, is dat het te vroeg was, volgens de N-VA voorzitter. De Wever ontwaarde naar eigen zeggen wel toenadering in de standpunten van de mogelijke regeringspartijen, maar die moeten volgens hem nog worden uitgediept en verbreed. Hij had de vorst naar eigen zeggen dan ook geadviseerd om een initiatief in die zin te nemen.
Di Rupo moest nu zelf dus die standpunten uitdiepen en ervoor zorgen dat de toekomstige meerderheidspartijen aan de onderhandelingstafel konden gaan zitten. Algemeen werd aangenomen dat de PS-voorzitter dan zelf als formateur de leiding zal nemen van de onderhandelingen.
Op 29 augustus 2010 bood Elio Di Rupo zijn ontslag aan aan koning Albert. De verschillende partijen waren na weken van onderhandelingen niet tot een akkoord gekomen over het herschrijven van de financieringswet, gekoppeld aan de financiering van het Brussels Hoofdstedelijk Gewest, en het splitsen van de kieskring Brussel-Halle-Vilvoorde (BHV). N-VA en CD&V gingen niet akkoord met de voorstellen van Di Rupo. Sp.a wilde verder onderhandelen op basis van de afspraken die op tafel lagen, Groen! ging akkoord met de voorstellen van Di Rupo, evenals de Franstalige partijen. De koning weigerde het ontslag van de preformateur echter.
Op 3 september gaf Di Rupo zijn ultieme voorstel af. Later bleek het maar een bijgewerkte versie te zijn van zijn eerste ultieme voorstel. Hij kreeg opnieuw een "neen" van N-VA en van CD&V. Zij vonden dat het voorstel niet ver genoeg gaat en ze vinden dat er te weinig garanties zijn dat de financieringswet niet op de lange baan geschoven zal worden. Daarop vertrok Di Rupo meteen naar de koning om voor de tweede keer in bijna een week zijn ontslag aan te bieden. De koning hield het ontslag in beraad. Daarna begon de koning meteen aan nieuwe consultaties. Als eerste kwam CD&V-voorzitter Wouter Beke, daarna Joëlle Milquet (cdH), Jean-Michel Javaux (Ecolo), Caroline Gennez (sp.a), Wouter Van Besien (Groen!) en als laatste Bart De Wever (N-VA).

### Regeringsformatie 2019-2020
Op 8 oktober 2019 werden Rudi Demotte (PS) en Geert Bourgeois (N-VA) benoemd tot preformateur. Zij kregen de opdracht een basis te zoeken voor een coalitie met de zes partijen die nog overbleven (N-VA, PS, sp.a, CD&V, Open VLD en MR) na de informateursronde van Didier Reynders en Johan Vande Lanotte. De groenen werden tijdens hun ronde echter opnieuw betrokken. Op vier november dienden zij hun verslag in bij de koning. Na een nieuwe consultatieronde werd Paul Magnette de volgende dag benoemd tot informateur.
Op 4 september 2020 werden Conner Rousseau (sp.a) en Egbert Lachaert (Open Vld) benoemd tot preformateur. Zij werden gevraagd om een coalitie te vormen met 7 partijen: MR, Open Vld, PS, sp.a, Groen, Ecolo & CD&V.